# 徵崇
徵崇（?—?），字子和，河南郡（今河南省洛阳市）人。孙吴大臣。
徵崇研究《易经》、《春秋左氏传》，兼通方术。本来姓李，东汉末避乱改姓，隐居会稽，亲自耕种以求其志。有人跟从他学习，他所教的不过数人，就想让他们业必有成。所交结的人物有丞相步骘等，都很亲近。严畯举荐徵崇行为足可以移风易俗，学问足可以为人师。徵崇在孙权时官至率更令，笃学立行。徵崇初见太子孙登，因为有病赐不拜。东宫官僚都跟着他谘询。太子多次探访以异闻。七十岁时去世。